# Société de services
Une société de services est une entreprise du secteur tertiaire. Elle a pour but d'apporter une valeur ajoutée à un produit ou d'assurer un travail nécessaire à une entreprise ou à un particulier contre un prix. Elle est l'un des agents principaux de la production des services marchands dans notre économie, tandis que les services non marchands sont produits principalement par les administrations publiques. La production française de services représente, en 2015, 78,8 % de la valeur ajoutée brute (Services principalement marchands : 1 087,6 ; Services principalement non marchands 448,1 ; Total 1 949,8 ; en milliards d'euros courants).
L'Insee classe les activités de services marchands en différentes rubriques :
- Commerce, transports, hébergement et restauration ;
- Information et communication ;
- Activités financières et d'assurance ;
- Activités immobilières ;
- Activités scientifiques et techniques ; services administratifs et de soutien ;
- Autres services.

L'ensemble de ces services était en 2015 destiné pour moitié aux entreprises (qui les intègrent dans leur processus de production comme consommations intermédiaires) et pour moitié aux ménages (qui les consomment pour satisfaire un besoin, comme consommation finale).
Par exemple, dans les services aux entreprises, l'un des plus dynamiques est le domaine informatique dans lequel on trouve les SSII (Sociétés de services en ingénierie informatique). Dans le domaine des biens d'équipement industriel des sociétés de services aux entreprises interviennent pour entretenir les outils de production, et les outils de transfert et de manutention, chariot élévateur ou manutention continue (convoyeurs, trieurs). Lorsque les activités d'une entreprise ne sont pas intégrées elles sont externalisées à des sociétés de service qui s'engagent sur des résultats par contrat. Lorsqu'elle produit ainsi pour d'autres entreprises, ce type de société est présent dans différents domaines. Par exemple : Conseil Expertise ; Contrôle ; Finance ; Formation ; Fourniture de matériel ; Fourniture de personnel ; Logistique ; Maintenance ; Routage ; Informatique ; Communication.
Dans la société de services, la production nécessite des méthodes et un management spécifiques qui caractérisent les entreprises de service. En effet les services sont soumis à certaines contraintes d'intangibilité (caractère principalement immatériel), de périssabilité (impossibilité de stocker), d'inséparabilité (simultanéité de la production et de la consommation) et de variabilité (lié à la relation humaine prestataire-consommateur de service).
De là vont découler certaines particularités comme une production forcément juste-à-temps, une dimension commerciale de l'activité de production et une participation parfois importante de la clientèle à la production. Cela se répercute sur la phase de conception du service, la distinction possible entre des activités de back-office et de front office, l'importance accordée à la motivation du personnel et à son savoir-être dans la perception de ses compétences.
Dans les sociétés de service une recherche importante de standardisation de la production est remarquable dans le cadre des activités de back-office. On parle parfois d'industrialisation de la production de services à ce sujet. Elle est souvent liée à l'emploi de logiciels informatiques et à l'exploitation de bases de données. Dans la société de service, le travail de production est ainsi souvent assisté par ordinateur (TAO).
La recherche de flexibilité est également permanente puisque l'on ne peut pas stocker la production. Une autre possibilité est de chercher à agir sur la demande en jouant sur le prix afin de la régulariser (variation du tarif en fonction du moment de la consommation ou yield management).